# OFC Sliven 2000
OFC Sliven é uma equipe búlgara de futebol com sede em Sliven. Disputa a terceira divisão da Bulgária (Bulgarian V AFG).
Seus jogos são mandados no Hadzhi Dimitar Stadium, que possui capacidade para 10.000 espectadores.

## História
O OFC Sliven foi fundado em 29 de Fevereiro de 2000.